# Стів Олфорд
Стів Олфорд (англ. Steve Alford, 23 листопада 1964) — американський баскетболіст.
Олімпійський чемпіон 1984 року.